# Rejon szumiacki
Rejon szumiacki (ros. Шумячский район) – jednostka administracyjna wchodząca w skład Obwodu smoleńskiego w Rosji.
Centrum administracyjnym rejonu jest osiedle typu miejskiego Szumiaczi. W granicach rejonu usytuowane są miejscowości, centra administracyjne wiejskich osiedli: Oziornaja, Pierwomajskij, Nikolskoje, Nadiejkowiczi, Russkoje, Poniatowka, Snieguriowka, Studieniec, Nowoje Zasielje.